# Rubia hexaphylla
Rubia hexaphylla là một loài thực vật có hoa trong họ Thiến thảo. Loài này được (Makino) Makino miêu tả khoa học đầu tiên năm 1927.